# Tractat Naval de Londres
El Tractat naval de Londres, oficialment el Tractat per a la limitació i la reducció de l'armament naval, va ser un acord entre el Regne Unit , el Japó, França, Itàlia i els Estats Units que es va signar el 22 d'abril de 1930. Pretenia abordar qüestions no cobertes al Tractat Naval de Washington de 1922 , que havia creat límits de tonatge per als vaixells de guerra de superfície de cada nació , el nou acord regulava la guerra submarina, més control sobre creuers i destructors i construcció naval limitada.
Les ratificacions es van intercanviar a Londres el 27 d'octubre de 1930 i el tractat va entrar en vigor el mateix dia, però va ser en gran part ineficaç.
El tractat es va registrar a la sèrie de tractats de la Societat de Nacions el 6 de febrer de 1931.

## La conferència

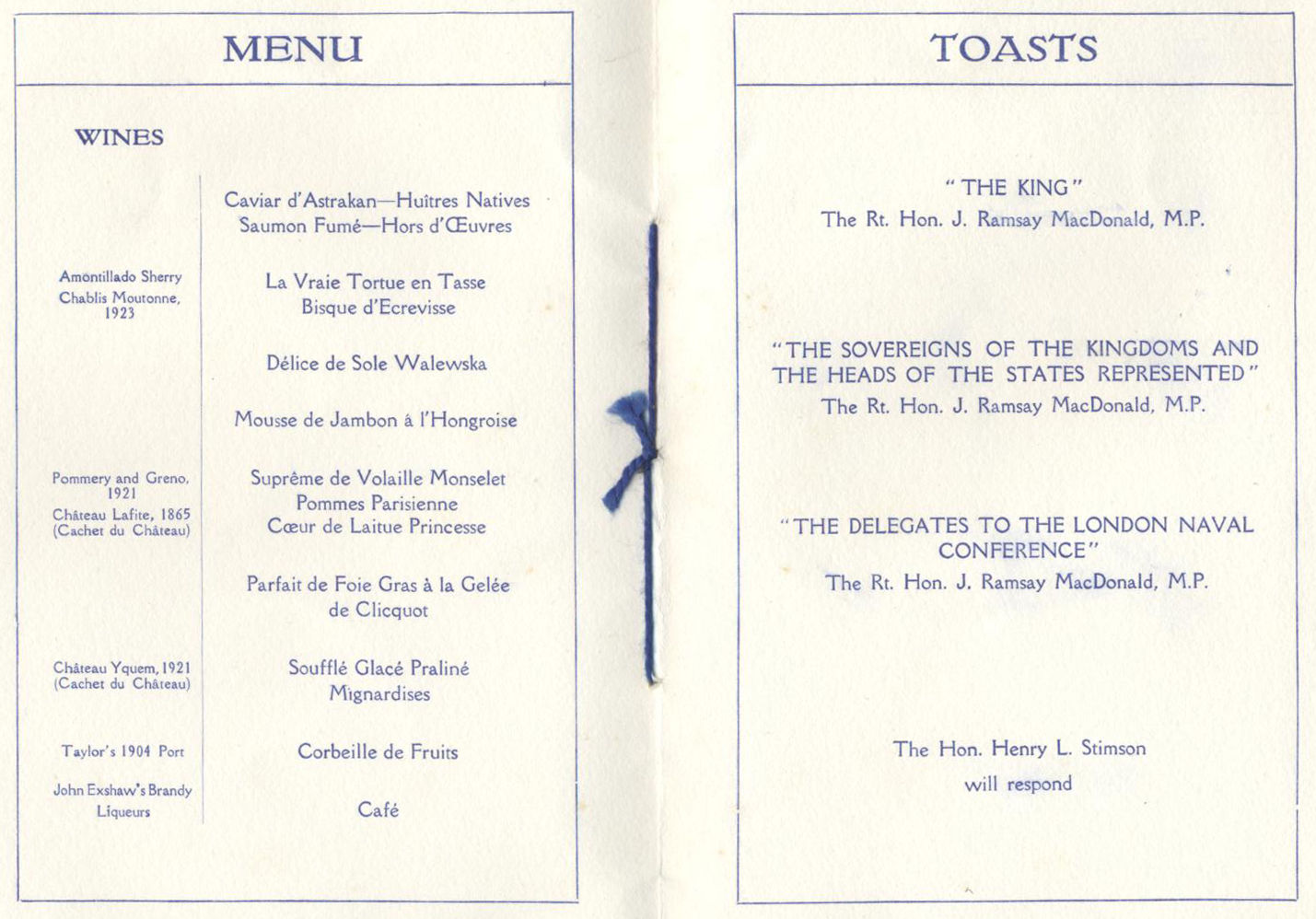
Menú i llista de brindis oficials al sopar formal que va inaugurar la Conferència Naval de Londres de 1930

La signatura del tractat roman inextricablement entrellaçada amb les negociacions en curs, que van començar abans de l'inici oficial de la Conferència Naval de Londres de 1930, van evolucionar al llarg del progrés del calendari oficial de la conferència i van continuar durant anys després.

## Termes
El tractat es va veure com una extensió de les condicions acordades en el Tractat Naval de Washington, un esforç per evitar una carrera armamentista naval després de la Primera Guerra Mundial.
La conferència va ser un renaixement dels esforços que s'havien fet a la Conferència Naval de Ginebra de 1927, en la qual els diferents negociadors no havien pogut arribar a un acord a causa dels mals sentiments entre els governs britànic i nord-americà. El problema podira haver sorgit inicialment de les discussions mantingudes entre el president dels Estats Units, Herbert Hoover, i el primer ministre britànic Ramsay MacDonald a Rapidan Camp el 1929, però una sèrie de factors van afectar les tensions, que es van veure agreujades per les altres nacions a la conferència.
Segons el tractat, el desplaçament estàndard dels submarins estava restringit a 2.000 tones, i cada potència principal podia mantenir tres submarins de fins a 2.800 tones, excepte que França se'n va permetre conservar-ne un. El calibre del canó submarí també es va restringir per primera vegada a 6,1 polzades (155 mm) amb una excepció, un submarí francès ja construït que es va permetre retenir canons de 8 polzades (203 mm). Això va posar fi al concepte de submarí "gran-canó" iniciat per la classe M britànica i el Surcouf francès .
El tractat també va establir una distinció entre els creuers armats amb canons de fins a 6,1 polzades (155 mm) ("creuers lleugers" en llenguatge no oficial) dels que tenien canons de fins a 8 polzades (203 mm) ("creuers pesats"). El nombre de creuers pesats era limitat: a la Gran Bretanya se'n van permetre 15 amb un tonatge total de 147.000, als nord-americans se'n van permetre 18, amb un total de 180.000, i als japonesos se'n van permetre 12, amb un total de 108.000 tones. Per als creuers lleugers, no es va especificar cap nombre, però els límits de tonatge eren de 143.500 tones per als nord-americans, 192.200 tones per als britànics i 100.450 tones per als japonesos.
El tonatge dels destructors també va ser limitat, amb els destructors definits com a vaixells de menys de 1.850 tones i canons de fins a 5,1 polzades (130 mm). Els nord-americans i els britànics tenien permesos fins a 150.000 tones i el Japó 105.500 tones.
L'article 22 relatiu a la guerra submarina declarava que se'ls aplicava el dret internacional pel que fa als vaixells de superfície. A més, els vaixells mercants que van demostrar una "negativa persistent a aturar-se" o "resistència activa" podrien ser enfonsats sense que la tripulació i els passatgers del vaixell fossin lliurats primer a un "lloc de seguretat".
L'article 8 descriu els combatents de superfície més petits. Els vaixells d'entre 600 i 2.000 tones, amb canons no superiors a 6 polzades (152 mm) amb un màxim de quatre muntatges de canons per sobre de 3 polzades (76 mm) sense armament de torpedes i fins a 20 nusos (37 km/h), estaven exempts del tonatge. limitacions. Les especificacions màximes es van dissenyar al voltant dels avisos francesos de classe Bougainville , que estaven en construcció en aquell moment.
Els vaixells de guerra de menys de 600 tones també estaven totalment exempts. Això va provocar intents creatius d'utilitzar la naturalesa il·limitada de l'exempció amb les torpedineres italianes de la classe Spica, les torpedineres japoneses de la classe Chidori, les torpedineres franceses de la classe La Melpomène i els sloops britànics de la classe Kingfisher.

## Conseqüències
La següent fase d'intent de control d'armes navals va ser la Segona Conferència Naval de Ginebra el 1932. Les negociacions actives entre els altres signants del tractat van continuar durant els anys següents.
Va ser seguit pel Segon Tractat Naval de Londres de 1936.